# Иванов, Александр Степанович (полный кавалер ордена Славы)
Александр Степанович Иванов (1916—1976) — советский военнослужащий, участник Великой Отечественной войны. Полный кавалер ордена Славы.

## Биография
Родился 30 августа 1916 года на хуторе Поляна ныне Алексеевского района Волгоградской области в семье крестьянина. Русский. Окончил 6 классов. Работал секретарем в народном суде. В 1937—1939 годах проходил действительную службу в Красной Армии.
В 1942 году был вновь призван в армию. С апреля того же года — на фронте. Участвовал в обороне Сталинграда, сражался на Мамаевом кургане. Осенью 1942 года был тяжело ранен. Выписался из госпиталя в 1944 году, когда бои шли уже на территории Румынии. Был направлен в разведывательную роту 81-й гвардейской стрелковой дивизии.
20 августа 1944 года у населенного пункта Кургана Пулина (севернее города Тыргу-Фрумос, Румыния) красноармеец Иванов участвовал в разведке боем. Одним из первых ворвался во вражескую траншею и обеспечил захват «языка».
Приказом от 18 сентября 1944 года красноармеец Иванов Александр Степанович награжден орденом Славы 3-й степени (№ 140271).
5 декабря 1944 года при прорыве обороны противника севернее города Хатван (Венгрия) младший сержант Иванов в рукопашной схватке истребил 6 солдат противника. 9 декабря, находясь в засаде, участвовал в захвате немецкого тягача с пушкой. 14 декабря ночью пробрался в населенный пункт Саркач (северо-западнее города Хатван), занятый гитлеровцами, и утром открыл внезапный огонь, вызвав панику среди врага.
Приказом от 24 января 1945 года младший сержант Иванов Александр Степанович награжден орденом Славы 2-й степени (№ 9035).
1 мая 1945 года в бою за населенный пункт Солдины (Чехословакия) сержант Иванов проник с подчиненными в тыл противника, где уничтожил много гитлеровцев, а около 20 захватил в плен. В бою за населенный пункт Морьянка (Чехословакия) ликвидировал с бойцами боев, охранение противника, обеспечив продвижение своего подразделения. Лично сержант Иванов истребил пять гитлеровцев и уничтожил огневую точку.
Указом Президиума Верховного Совета СССР от 15 мая 1946 года за образцовое выполнение заданий командования в боях с немецко-фашистскими захватчиками сержант Иванов Александр Степанович награждён орденом Славы 1-й степени (№ 1026). Стал полным кавалером ордена Славы.
В октябре 1945 года был демобилизован в звании старшины. Вернулся на родину, жил в Волгограде, работал заместителем директора школы. Член КПСС с 1954 года. Последние годы жил в станице Алексеевской Волгоградской области. Скончался 5 сентября 1976 года.

## Награды
- Орден Славы I степени (15 мая 1946 — № 1026)
- Орден Славы II степени (21 января 1945 — № 9035)
- Орден Славы III степени (18 сентября 1944 — № 140271)
- так же ряд медалей.